# Sander (Instrumentenbauer)
Die Familie Sander war eine Musiker- und Instrumentenbauerfamilie aus dem Musikantenland, die Werkstätten in Wolfstein, Kaiserslautern und Lauterecken hatte.
Friedrich Jacob Sander war der erste professionelle Instrumentenbauer aus der Familie Sander. Er wurde 1809 in Wolfstein geboren und starb 1876 in Kaiserslautern. Nach seiner Heirat lebte er zuerst in Ulmet.
1834 gründete er in Kaiserslautern die „Erste pfälzische Geigenbau-Anstalt“. 1836 zog er nach Kaiserslautern. Dort gründete er die „Capelle Sander“, die bei Festen, Bällen und sonstigen Veranstaltungen in der Region spielte. Seine Geigen wurden im „Dictionnaire Universel des Luthiers“, herausgegeben von René Vannes 1951 in Brüssel, als beispielhafte Produkte des Instrumentenbaus erwähnt.
Sein Sohn Jakob Sander(I), geboren 1833 in Ulmet, gestorben 1897 in Kaiserslautern, eröffnete in Kaiserslautern eine eigene Instrumentenfabrik. Bei der Pfälzischen Industrieausstellung 1872 erhielt er zusammen mit Franz Pfaff eine Auszeichnung für seine Blechblasinstrumente. Er belieferte den Zarenhof in St. Petersburg und auch verschiedene Orchester in den Vereinigten Staaten.

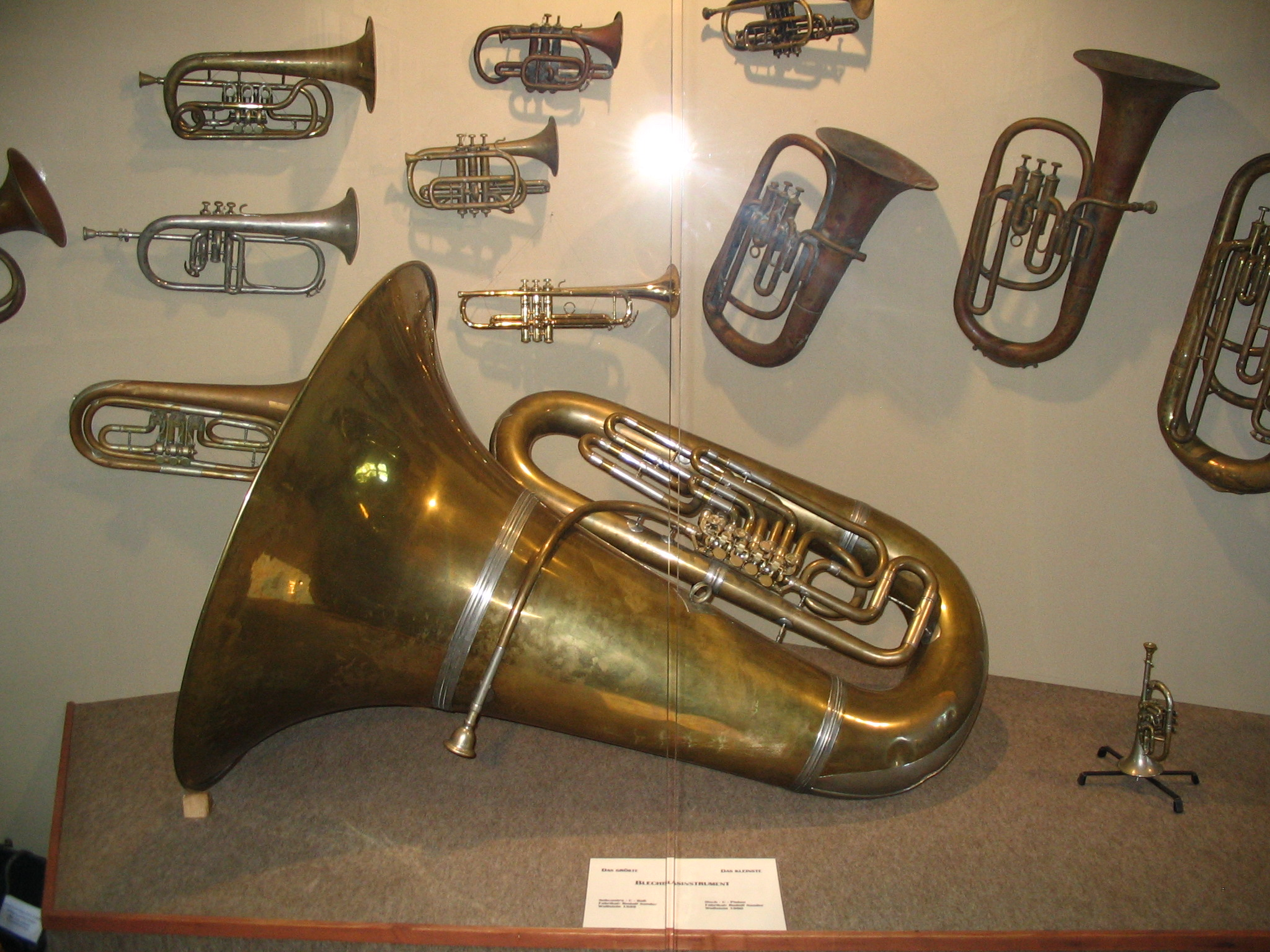
Das größte und das kleinste Blechblasinstrument, gebaut von Rudolf Sander

Jakob Sander (I) hatte 10 Kinder. Sein Sohn Friedrich Sander spielte Violine und Trompete und komponierte schon früh Stücke für die Capelle Sander. Er absolvierte die Königliche Musikschule in München und trat der Königlich Bayrischen Hofkapelle bei.
Vier Söhne wandten sich dem Instrumentenbau zu. Jakob Sander (II), geboren 1857 in Kaiserslautern, wanderte 1895 in die USA aus. Er arbeitete als Instrumentenbauer und eröffnete dort ein Musikgeschäft, das auch für seinen Bruder Rudolf Sander das Tor zum amerikanischen Markt öffnete.
Rudolf Sander, geboren 1866 in Kaiserslautern, wurde der bekannteste Instrumentenbauer aus der Familie Sander. Er kehrte 1892 nach Wolfstein zurück und eröffnete dort seine Instrumentenbauwerkstatt. Er baute die größte Tuba der Welt, eine Subcontra-C. Er starb 1942 in Wolfstein.
Ein Sohn von Rudolf, Friedrich Sander, geboren 1894 in Wolfstein, führte den Betrieb des Vaters in Wolfstein weiter. Er starb 1975 in Zweibrücken. Ein weiterer Sohn, August Sander, geboren 1898 in Wolfstein, eröffnete eine Werkstatt in Lauterecken. Nach seinem Tod 1959 auf dem Reckweilerhof wurde das Geschäft von seinem Sohn Ludwig Sander, geboren 1927 in Wolfstein, fortgeführt. Diese Werkstatt ist jetzt im „Druckereimuseum Wolfstein“ zu besichtigen.